# Bronisława Janowska
Bronisława Janowska (13 juillet 1868 - 29 septembre 1953, Cracovie) est une artiste peintre réaliste polonaise et éditrice associée au mouvement Young Poland basé à Cracovie.

## Biographie
Bronislawa Anna Waleria Janowska est issue de la famille noble des armoiries de Władysław Janowski Ślepowron, reconnue pour avoir participé au soulèvement de janvier contre la domination russe. Son frère aîné, l'architecte Stanisław Janowski (1866-1942), second mari de la célèbre dramaturge et artiste peintre Gabriela Zapolska transmets les bases de la création artistique. Bronisława Janowka étudie la peinture à Munich de 1896 à 1902.
En 1900, Bronisława Janowka se marie avec le peintre Tadeusz Rychter, fils d'un professeur de Lwów. Avant cette union, elle refuse la demande en mariage du célèbre acteur cracovien Ludwik Solski. Malgré un amour partagé, elle ne peut épouser un homme divorcé en raison des dogmes de l'église catholique. Elle divorce de Tadeusz Rychter après huit années de mariage.

## Carrière artistique

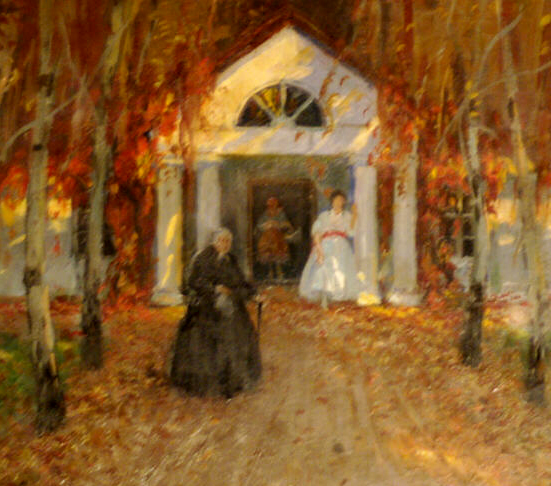
Women in front of Manor House, peinture à l'huile, Bronisława Janowska, 1920.

Jeune divorcée, Bronisława Janowska déménage à Stary Sącz avec sa mère. Elle y ouvre une école d'art, et suscite la controverse avec une exposition d'études sur le nu, menant à la fermeture de l'école un an plus tard. Imprégnée de ses voyages en Italie, Afrique du Nord et Turquie, elle réalise des paysages, scènes de rue et études figuratives, avant de s'installer plus longuement à Rome, Naples et en Sicile.
L'artiste peintre devient membre active du Zielony Balonik Cabaret au café Jama Michalika de Cracovie, et rejoint d'autres groupements artistiques de Lwów. Elle participe à la conception de marionnettes politiques pour des spectacles largement populaires contre la censure impériale. Bronislawa Janowska s'installe à Cracovie, rue A. Dunajewskiego, en 1917, où elle poursuit son parcours artistique en Pologne souveraine,. 
Ses œuvres à la peinture à l'huile ont été exposées localement. En 1927,une exposition personnelle présente 140 toiles à Lwów. Ses peintures sont également exposées dans des salons à Varsovie, Prague, Vienne, Rome, Florence et Venise. En 1939, l'État lui décerne la Croix d'or du mérite.
Artiste exceptionnellement prolifique, son travail est exposé dans de nombreuses collections privées et nationales, notamment le Musée historique de la Ville de Cracovie, le musée national de Pologne et les musées du Vatican.

## Fin de vie
Bronislawa Janowska cesse de peindre pendant la Seconde Guerre mondiale en raison de problèmes de vision. Son frère décède en 1942. Elle devient la mère adoptive de Matylda Janowska. Toutes deux souffrent de la faim pendant l'occupation germano-soviétique de la Pologne, mais leur condition s'améliore peu à peu après la libération. L'artiste reçoit alors une allocation du ministère de la Culture. Elle décède à Cracovie le 29 septembre 1953 à l'âge de 85 ans. Elle consacre la majeure partie de ses dernières années à la rédaction de son journal intime.